# Coin de table
Ne doit pas être confondu avec Un coin de table.
Coin de table est une peinture à l'huile sur toile du peintre Français Pierre Bonnard datée vers 1935. Achetée par l'État en 1936, elle est conservée au musée d'Orsay et en dépôt au musée national d'Art moderne à Paris.  

## Description
Composition mystérieuse, le tableau a été peint sur une toile presque carrée. Les objets, vus en surplomb, s'étirent et ploient comme sous l'effet d'une force d'attraction qui les tire vers le bas.
Un croquis au crayon exécuté par Bonnard à la page du 28 octobre 1934 de son agenda permet d'identifier certains éléments du tableau, dont des pièces de vaisselle, des fruits et un panier en osier tressé. La forme placée en haut à gauche y apparait clairement comme un dossier de chaise.
La lumière n'émane d'aucune source extérieure mais de la matière picturale elle-même, et plus particulièrement de la nappe blanche posée sur un tapis de table rouge.

## Analyse
Contrairement aux natures mortes classiques, les œuvres de Pierre Bonnard relèvent moins d'une réflexion philosophique ou morale que d'une recherche esthétique. Les motifs sont traités avec une plasticité métamorphique qui leur permet de s'aplatir, de se tordre, de fusionner sous le pinceau de l'artiste en fonction du cadrage et du format choisis. 
Bonnard a peint une nature morte dont le sujet est réduit à des emboîtements de surfaces colorées. Sa touche est mousseuse, tavelée, rutilante, moirée et dorée. Elle exprime la quintessence des sensations procurées par cette composition automnale qui ne représente pas seulement un coin de table de la salle à manger du Cannet, mais une vision sublimée de la banalité du quotidien dans laquelle les objets perdent toute réalité individuelle.

## Exposition
Le tableau est exposé dans le cadre de l'exposition Les Choses. Une histoire de la nature morte au musée du Louvre du 12 octobre 2022 au 23 janvier 2023, parmi les œuvres de l'espace nommé « La vie simple ».